# Chiesa di San Michele (Bevagna)
La chiesa di San Michele è la parrocchiale di Bevagna, in provincia di Perugia e arcidiocesi di Spoleto-Norcia; fa parte del vicariato del Clitunno.
Rappresenta un bell'esempio dell'architettura romanica della regione.

## Storia e descrizione

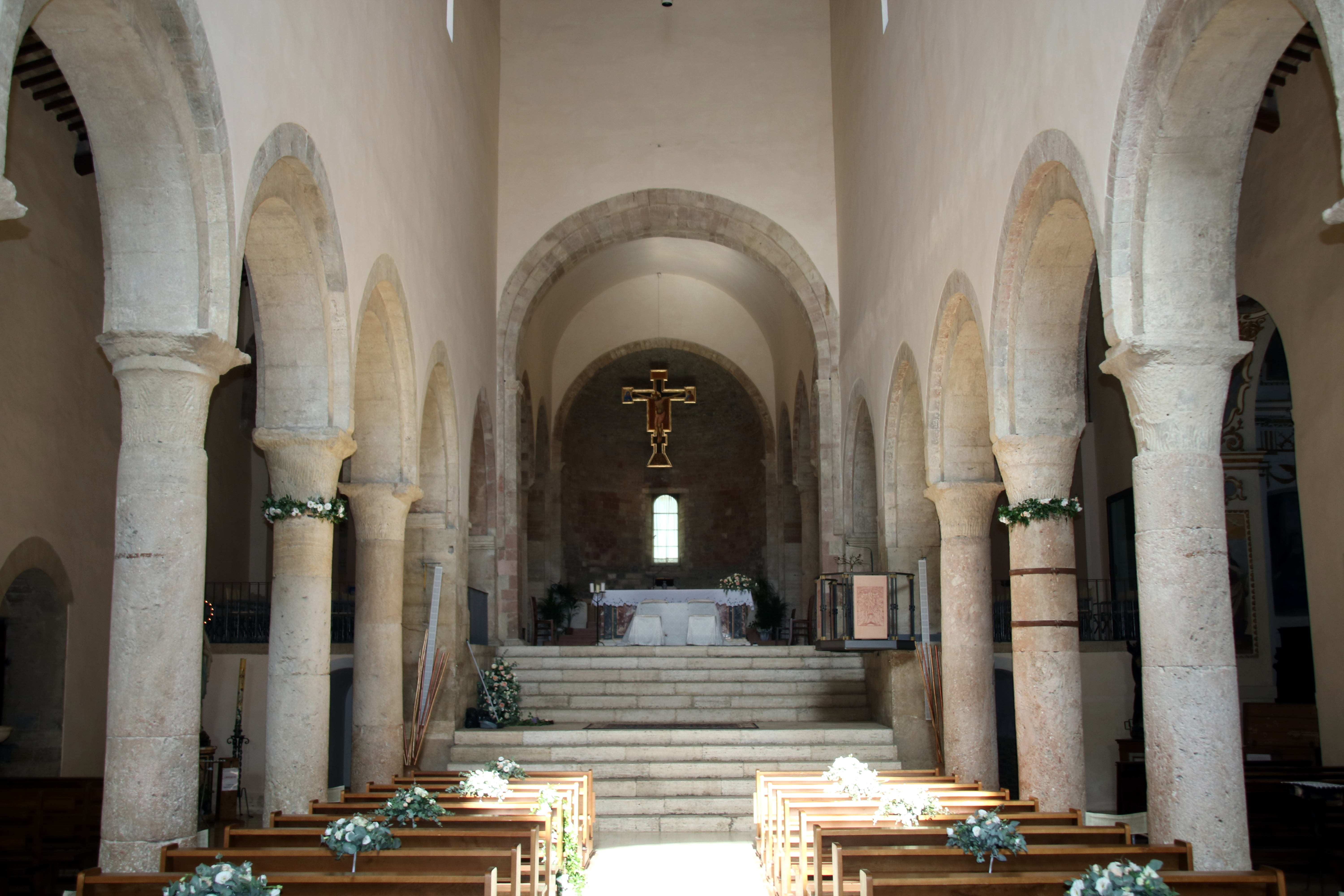
Veduta dell'interno.

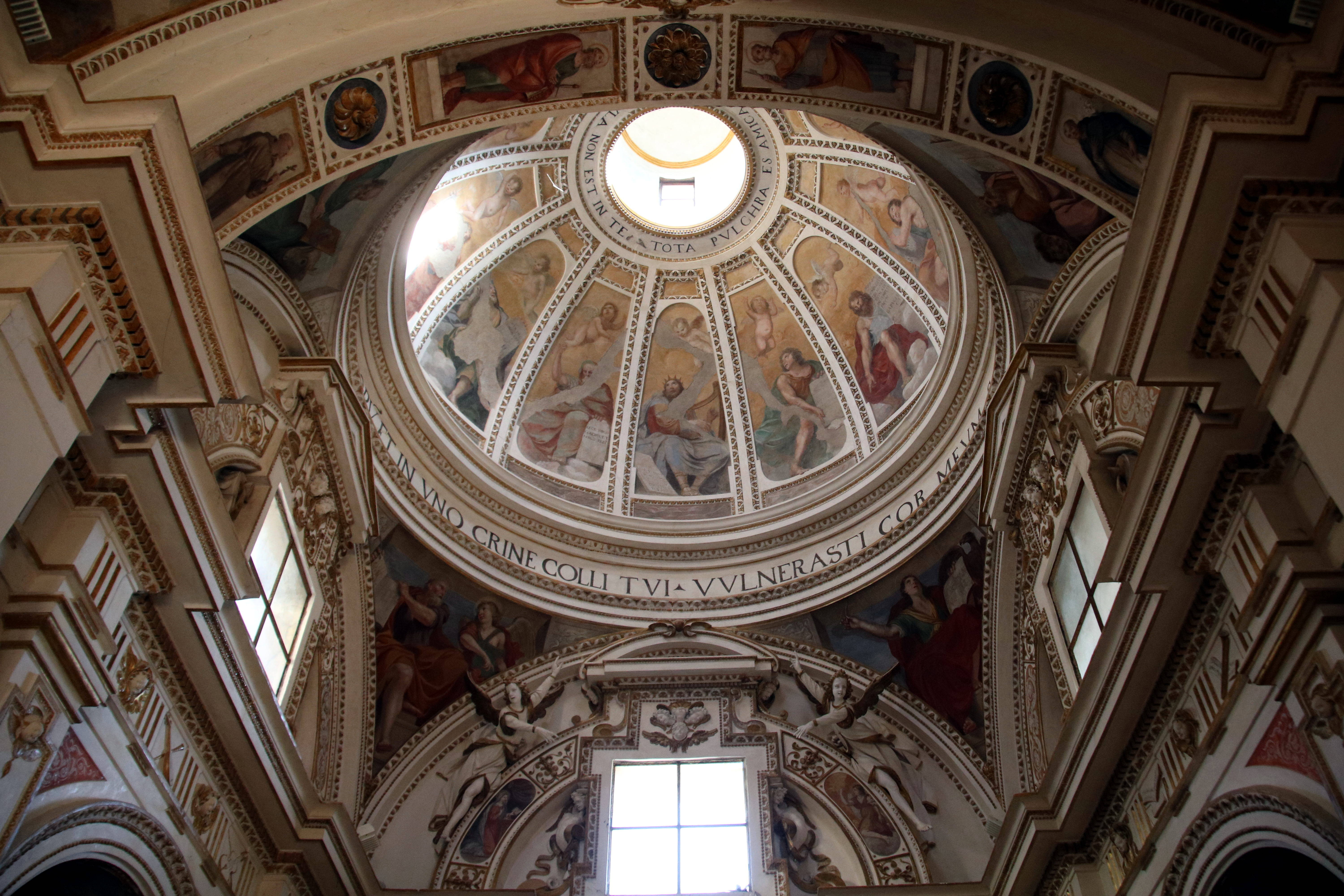
La cappella barocca della navata destra.

La chiesa venne costruita nel 1070 sul luogo di un antichissimo oratorio dai maestri Binello e Rodolfo, che sono citati da un'iscrizione posta all'ingresso. La facciata venne invece realizzata più tardi, all'inizio del XIII secolo. Il campanile gotico fu realizzato successivamente. 
Elevata ben presto a collegiata, con le distruzioni del 1248 ad opera di Federico II di Svevia, cessò di esserlo anche se mantenne sempre un priore. 
Venne ristabilita come collegiata solo nel 1618 per volere di papa Paolo V ed ulteriormente elevata di importanza nel 1741 da papa Benedetto XIV che concesse ai priori di Bevagna la stessa vestizione degli arcivescovi di Spoleto.
Nel 1741, in quest'occasione, si procedette a un rinnovamento profondo dell'edificio secondo le nuove tendenze dello stile barocco. I capitelli interni delle colonne vennero mutilati per poter essere ricoperti di stucchi, la navata ebbe volte settecentesche e la facciata perse il suo rosone originale.
Con il periodo Napoleonico la collegiata venne nuovamente e definitivamente soppressa, restando una delle tre parrocchie di Bevagna.
Tra il 1951 e il 1957 si procedette a una grande campagna di restauro dell'edificio, volto a liberarlo dagli apporti settecenteschi e riportarlo all'aspetto medioevale, anche se molto dell'originale è andato perduto e il restauro venne spesso eseguito secondo interpretazioni. In stile barocco, si lasciò solo la cappella della navata destra.
La facciata duecentesca, realizzata in blocchi di travertino, riutilizza, nelle decorazioni del portale, materiale romano di reimpiego rilavorato. Il giro dell'arco esterno presenta una decorazione a mosaici cosmateschi. Il campanile cuspidato è gotico. 
L'interno si presenta con pianta basilicale divisa in tre navate da colonne che si presentano perlopiù abrase. In fondo è il coro absidato sopraelevato sulla cripta.
Nella navata destra si apre la cappella Spetia, o della Madonna del Carmine, che è ornata da affreschi di Andrea Camassei, del 1625 circa.